# Sant Miquel de Castelltallat
Sant Miquel de Castelltallat és una església del municipi de Sant Mateu de Bages (Bages) inclosa en l'Inventari del Patrimoni Arquitectònic de Catalunya.

## Descripció
És un edifici religiós, una església alçada dalt d'un turó en el centre de Castelltallat.

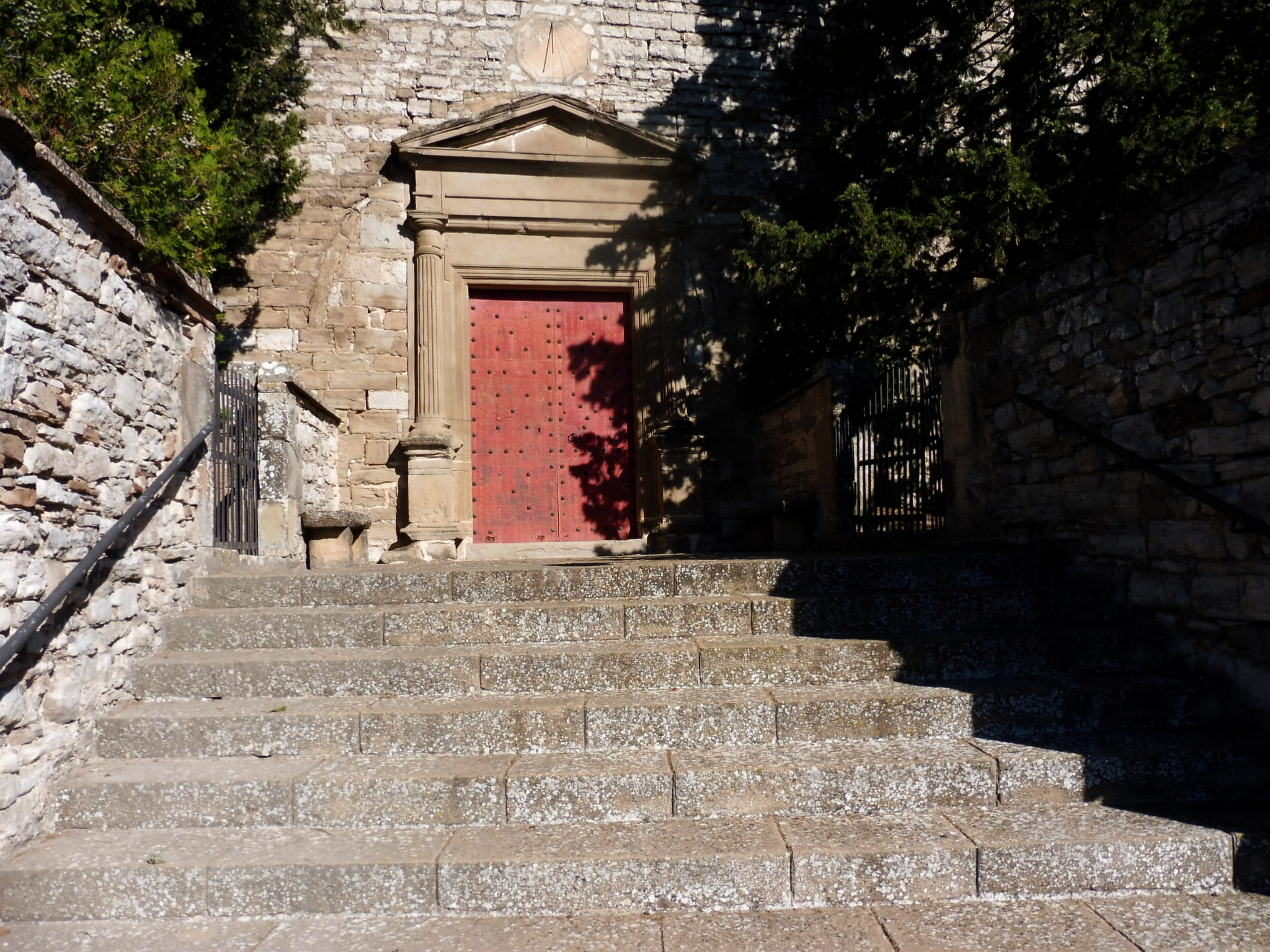
Escalinata i porta d'accés

 Construïda amb les pedres del castell que hi havia al cim. Presenta una nau central i una lateral esquerra. L'exterior està com emmurallat i voltada tota ella d'un petit jardí i cementiri. Està alçada i s'hi accedeix per una escalinata.
L'interior està en mal estat. La nau està diferenciada del presbiteri (alçat). A la mateixa alçada i dintre la nau lateral hi ha una sagristia. Pintada. Problemes de goteres. Conserva retaules barrocs i neoclàssics i algunes peces d'orfebreria.

## Història
"Castelltallat omple a vessos l'església per inaugurar-ne els treballs de reforma interior." Regio7 28-8-2002.